# إبراهيم سالم سعد
إبراهيم سالم سعد، من مواليد 1972م، وهو حارس مرمى عراقي معتزل، لعب مع نادي الشرطة 89 ومع نادي صلاح الدين العراقي بداية عقد 1990م ومثل الكرخ والجوية والزوراء والطلبة، ثم لعب مع منتخب بلاده في تصفيات آسيا لكأس العالم 1994م، وكانت العاصمة القطرية الدوحة هي مستضيفة التصفيات النهائية احترف في يوغسلافيا2001 نادي ديبوجتسة اليوغوسلافية والرياضة والأدب اللبناني وكان آخر مشواره الأحترافي أن أصبح حارس المرمى لنادي وحدة صنعاء اليمني سنة 2003م.